# Rue Mikołajska
La rue Mikołajska (en polonais Ulica Mikołajska) est une rue de Cracovie située dans la vieille ville, allant de la Place du Petit marché (Mały Rynek) jusqu'à l'intersection avec la rue Westerplatte.

## Histoire
Elle fut balisée lors de la fondation de Cracovie en 1257. A cette époque, il s'agissait d'une voie de sortie de la ville vers la route menant à l'est, vers la Ruthénie. Son nom vient de l'église St. Mikołaja situé sur ce sentier ; au départ, on l'appelait Rzeźnicza, ce qui était lié au fait que les abattoirs fonctionnaient à l'extérieur des murs de la ville, près de la porte du boucher.
Au commencement, la rue était probablement assez droite et menait du coin de la place principale directement à la porte du boucher, dont les reliques sont conservées dans les murs du monastère de Gródek. La déformation de son tracé s'est produite en relation avec la construction de ce qu'on appelle Gródek à la Porte du Boucher (selon les origines de Gródek, cela s'est produit soit à la fin du XIIIe siècle, soit au tournant des XIIIe et XIVe siècles).
Le chemin de Petite-Pologne de Sandomierz à Tyniec passe par la rue.

## Bâtiments
Immeuble n°2 : Maison Lamell Tenement, en l'honneur de ses propriétaires du XVIIIe siècle.
Immeuble n°5 : Cette maison possède un portail orné de vitraux et d'une statue de la Vierge Marie. Actuellement, c'est une maison privée.
Immeuble n°10 : Connue sous le nom de Kamienica Celestowska.
Immeuble n° 13-15 : Le bâtiment Art nouveau a été construit en 1906-1907, conçu par Rajmund Meus, décoré d'un motif de feuilles de châtaignier et de fruits (un motif courant de l'Art nouveau de Cracovie). Dans les années 1880-1907, l'Union Printing House fonctionnait ici. Après une rénovation achevée en 2012, il abrite des bureaux et des appartements.
Numéro 14 : Construit en 1605, il présente des fenêtres étroites et hautes caractéristiques.
Numéro 16 : L'immeuble Pod Trzema Lipami a été construit au XIVe siècle, reconstruit au XVe siècle. Dans la première moitié du XIXe siècle la façade du bâtiment a acquis son aspect et son emblème actuels et classiques.
Numéro 18 : Un immeuble où se trouve le Musée et les Archives de la Bienheureuse Maria Angela Truszkowska - fondatrice de la congrégation des Sœurs Féliciennes.
Numéro 21 : A ce numéro se trouvent une église baroque Notre-Dame des Neiges et un couvent dominicain.

## Galerie

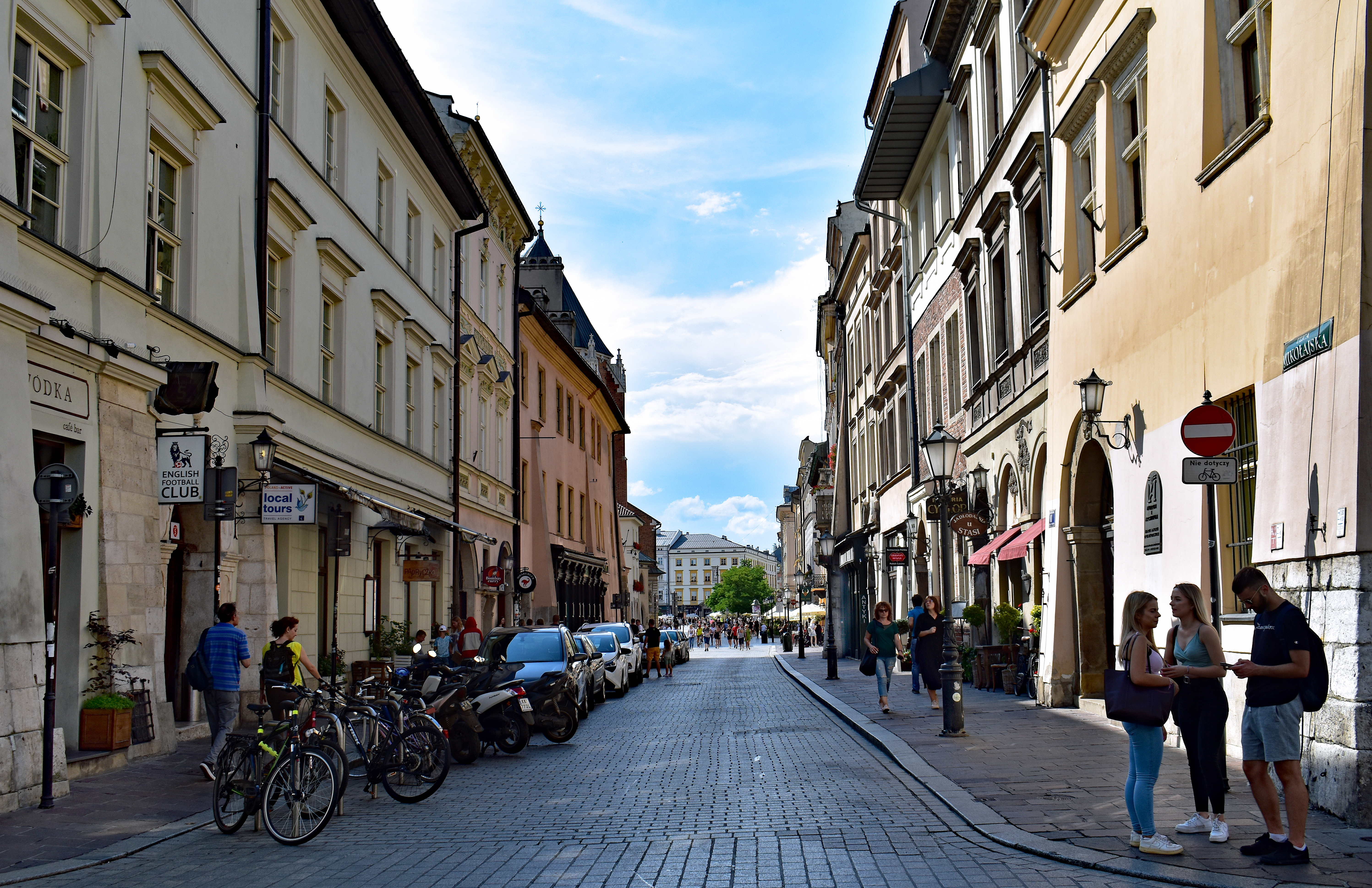
Partie ouest, de la rue św. Krzyża jusqu’à la Petite Place du Marché.
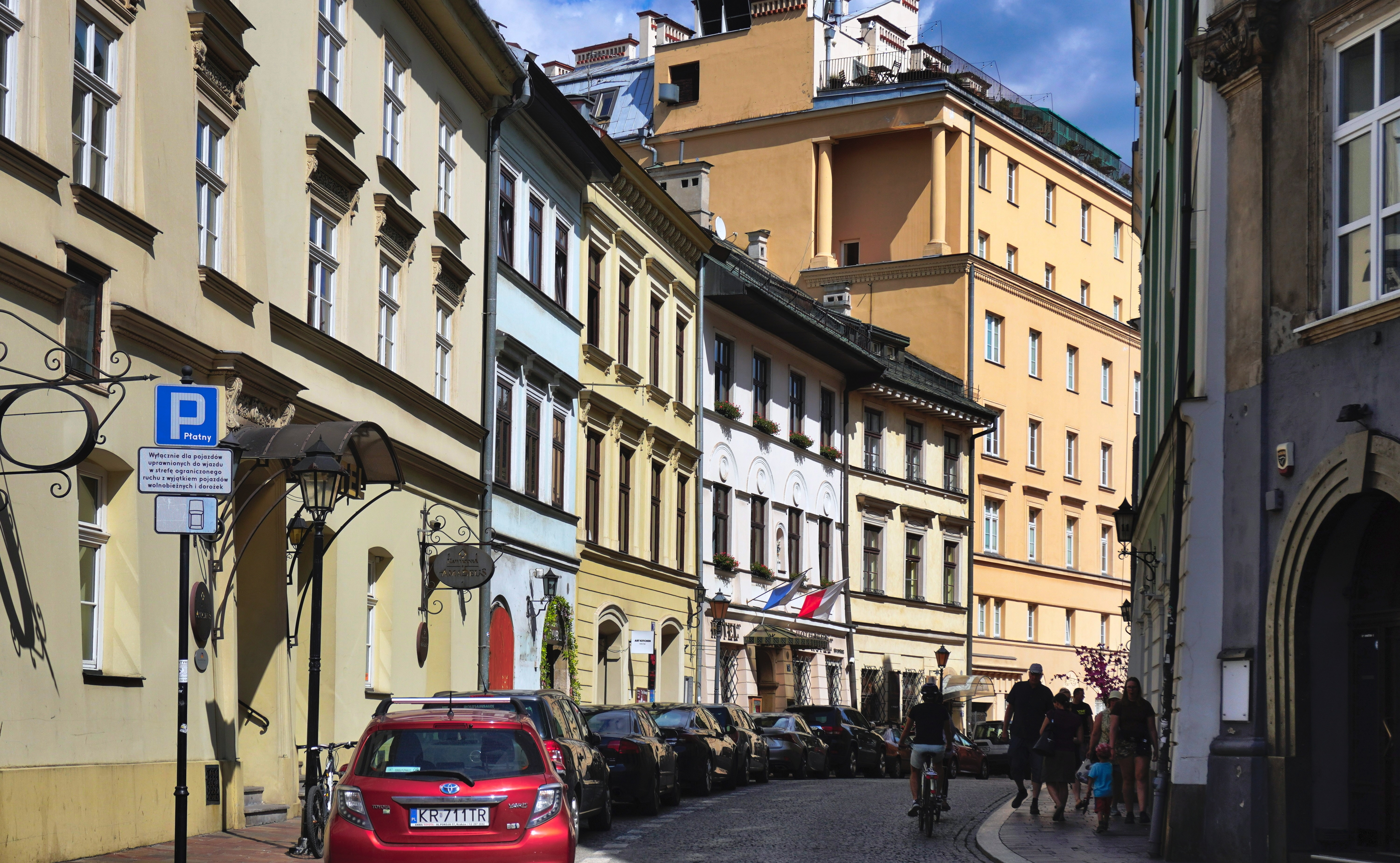
Partie est, vue depuis la rue św. Krzyża en direction des Planty.
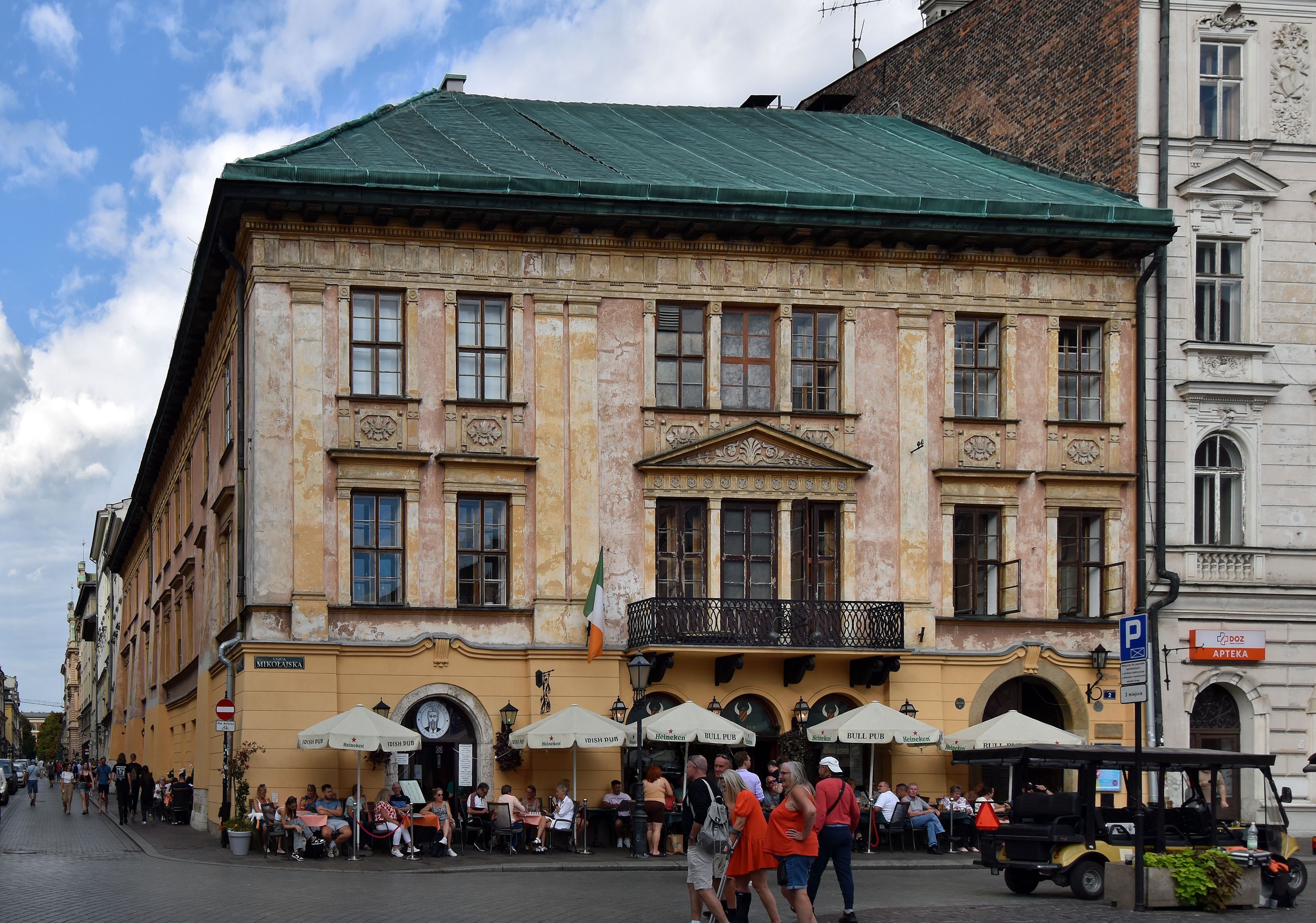
2 rue Mikołajska, Immeuble Lamellich
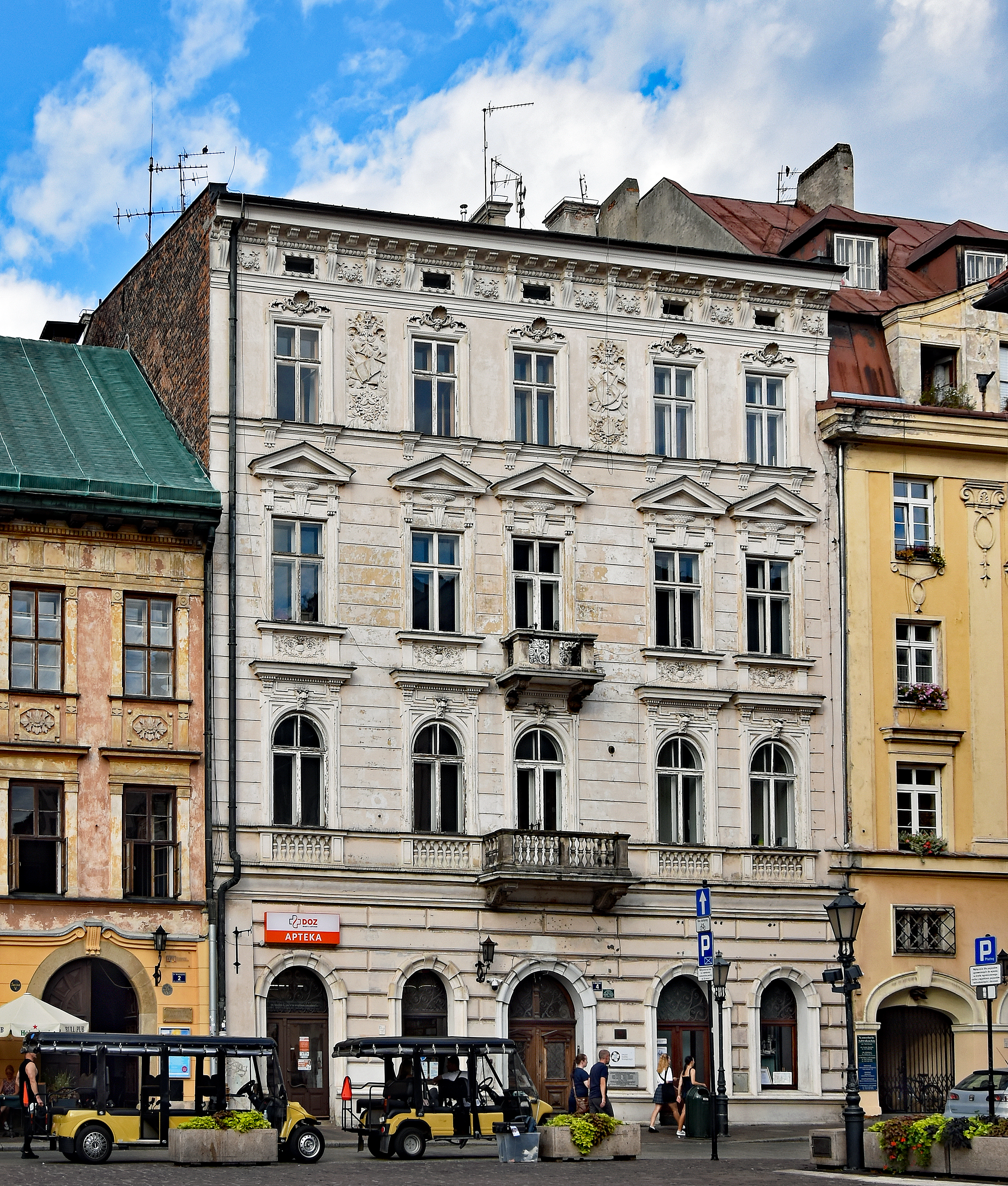
4 rue Mikołajska, Immeuble Śliwińskich
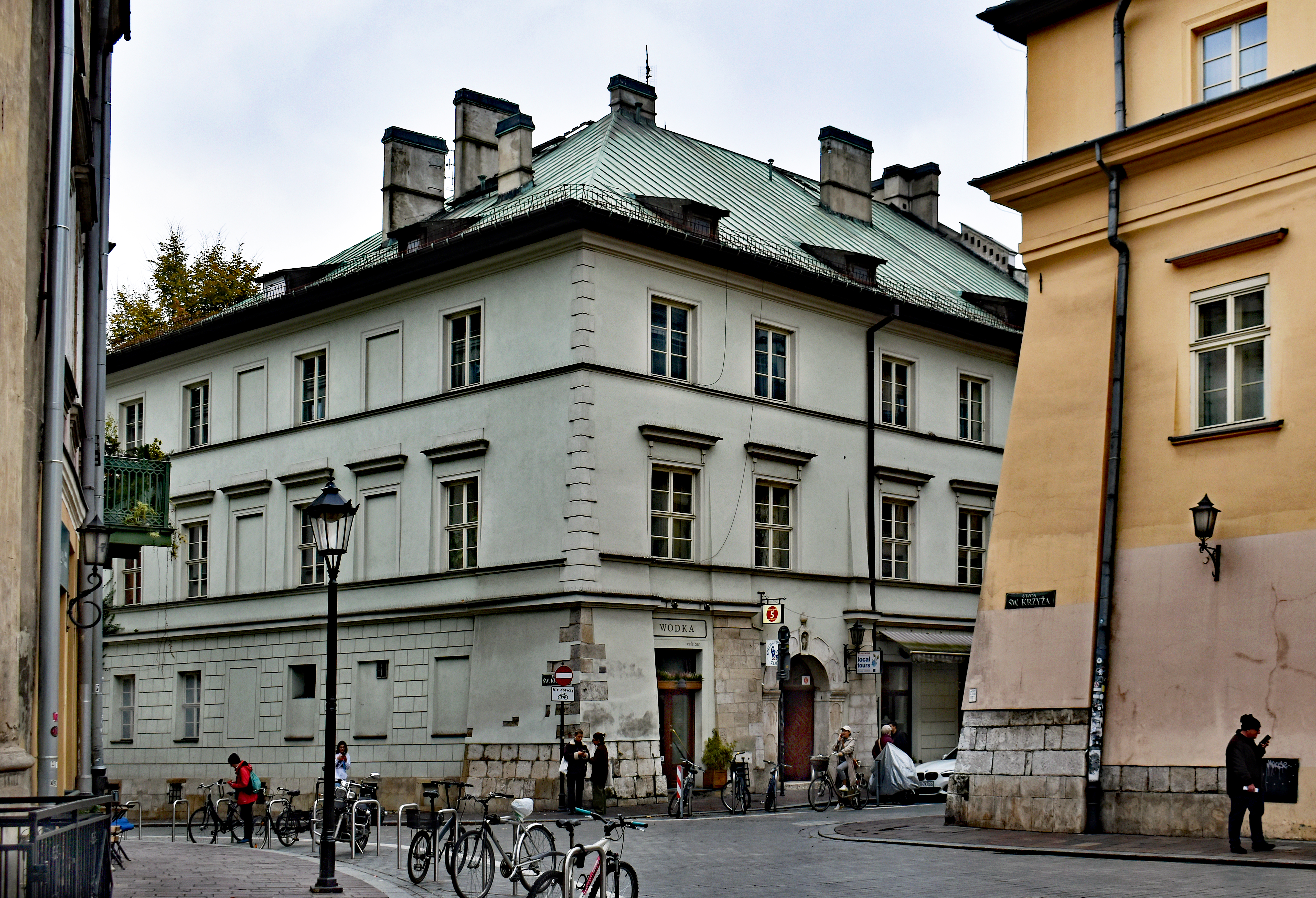
5 rue Mikołajska (6 rue św. Krzyża), Immeuble Pod Zegarem
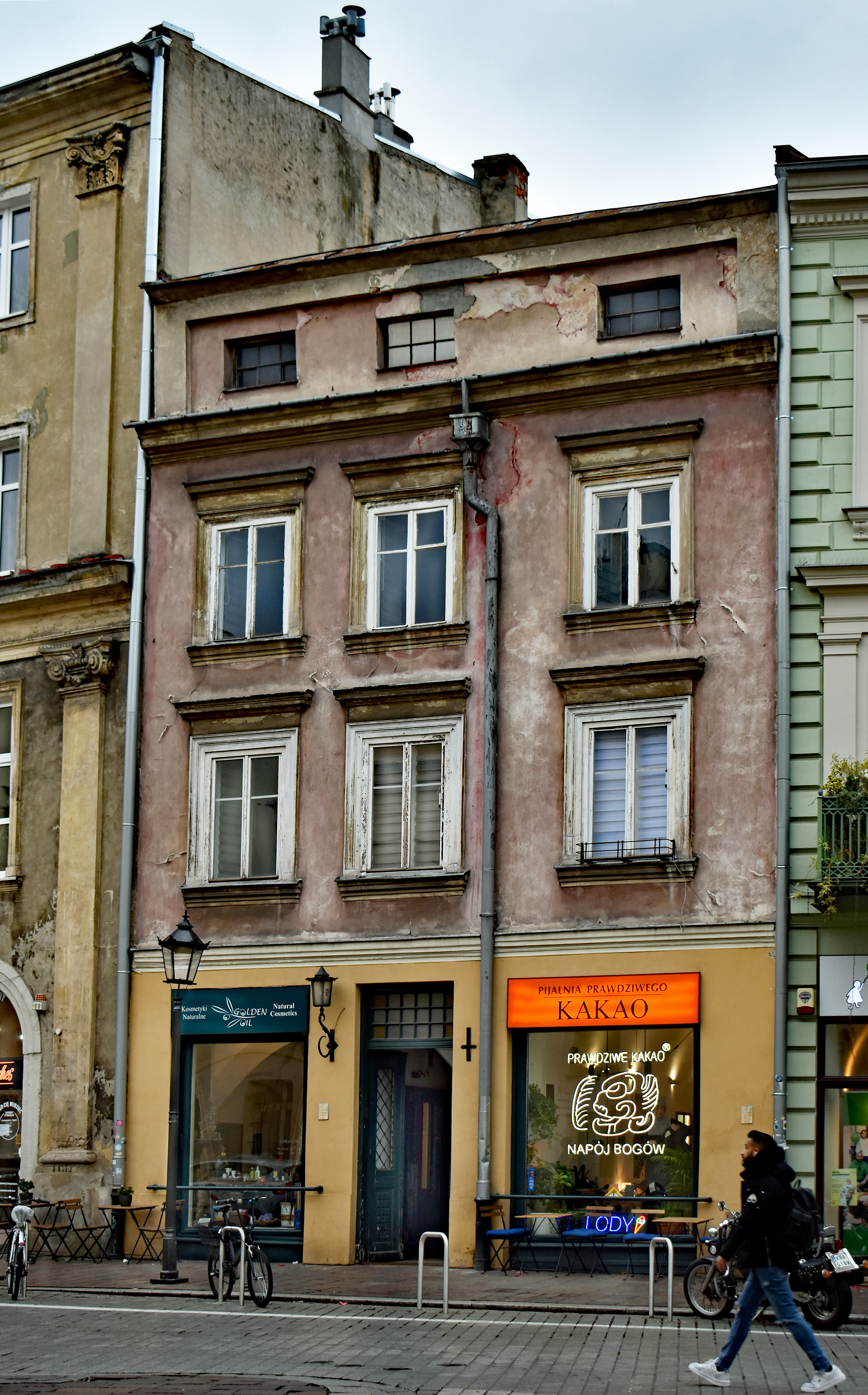
7 rue Mikołajska, Immeuble
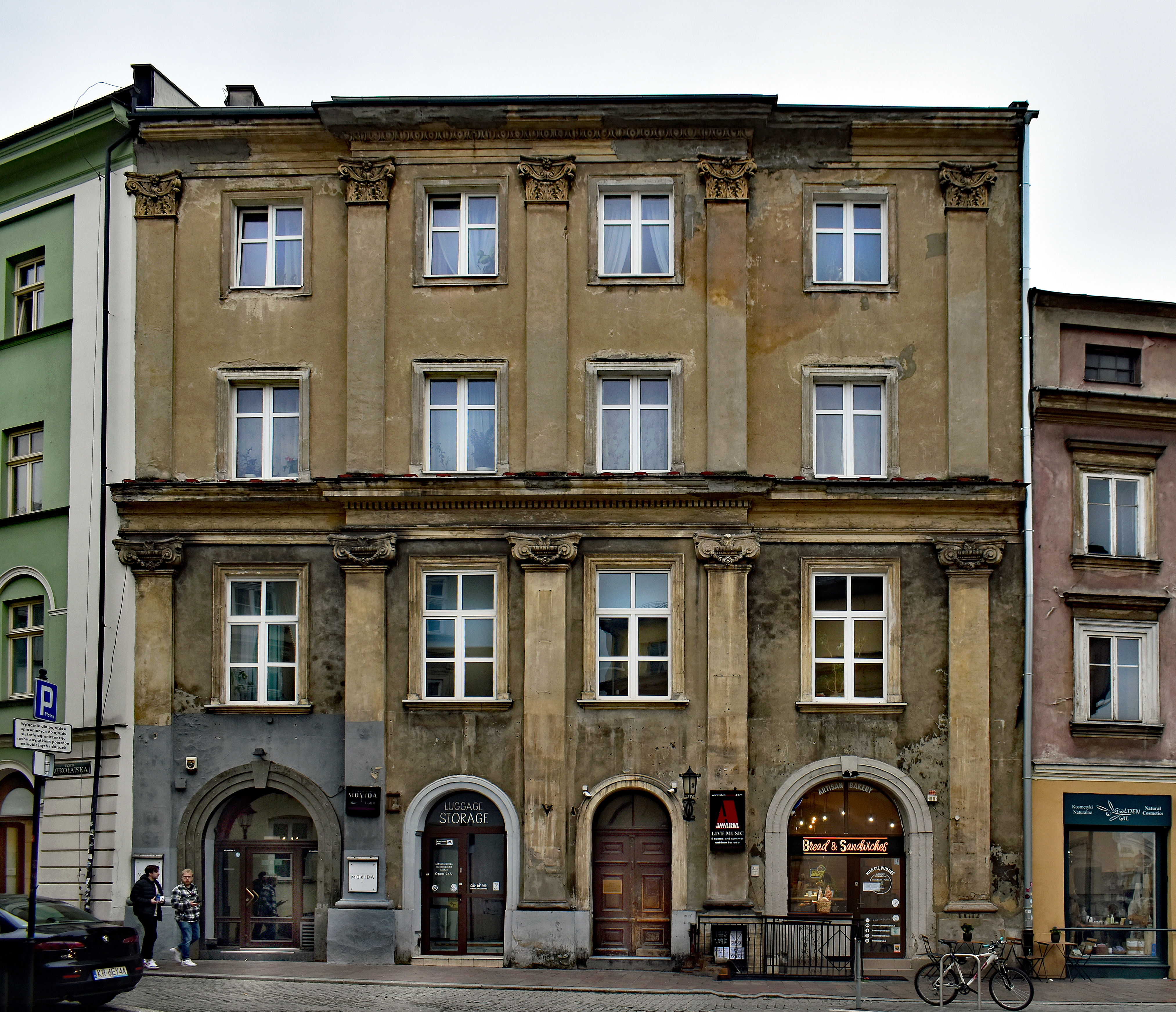
9 rue Mikołajska, Immeuble
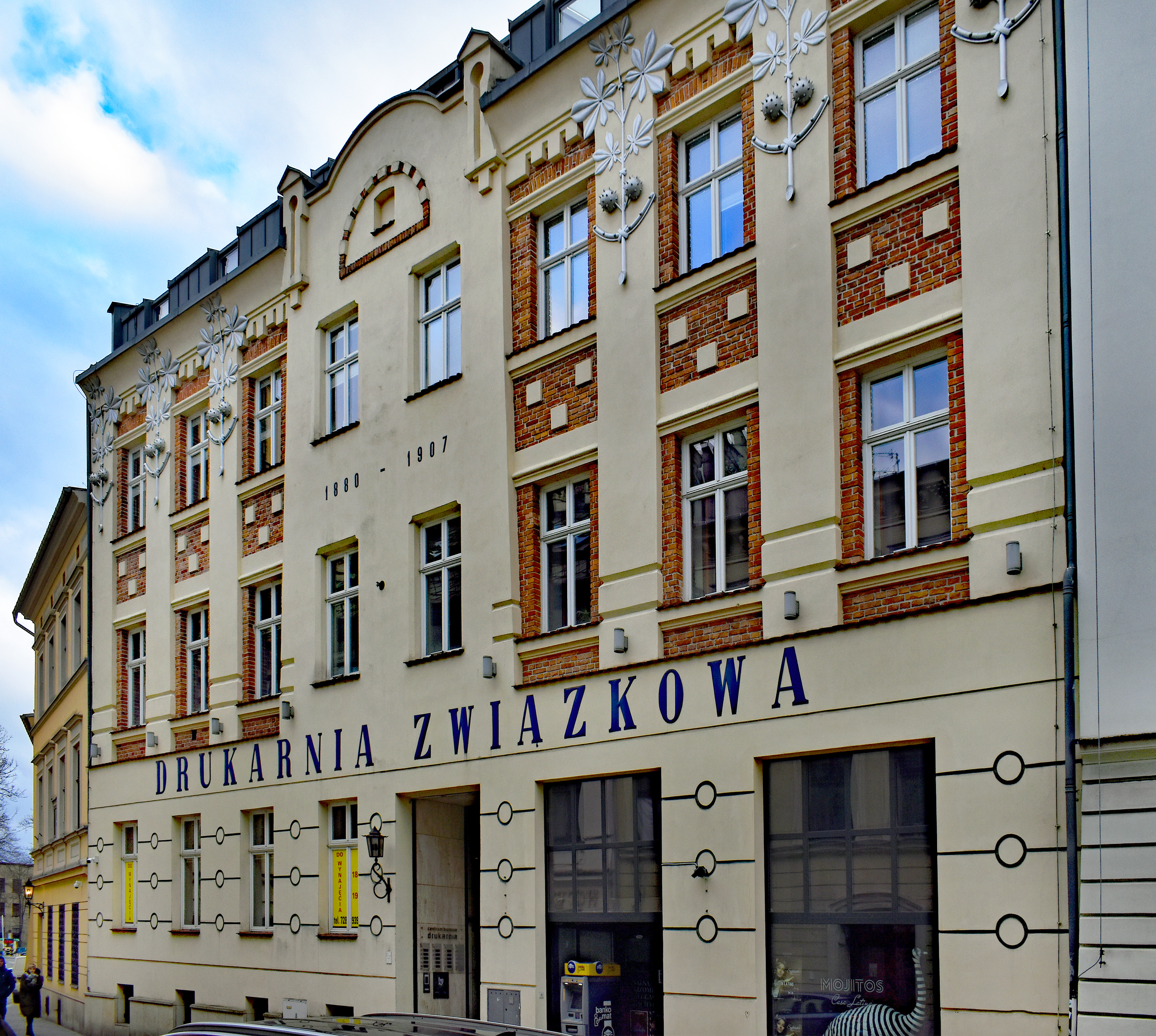
13–15 rue Mikołajska, Ancienne imprimerie syndicale
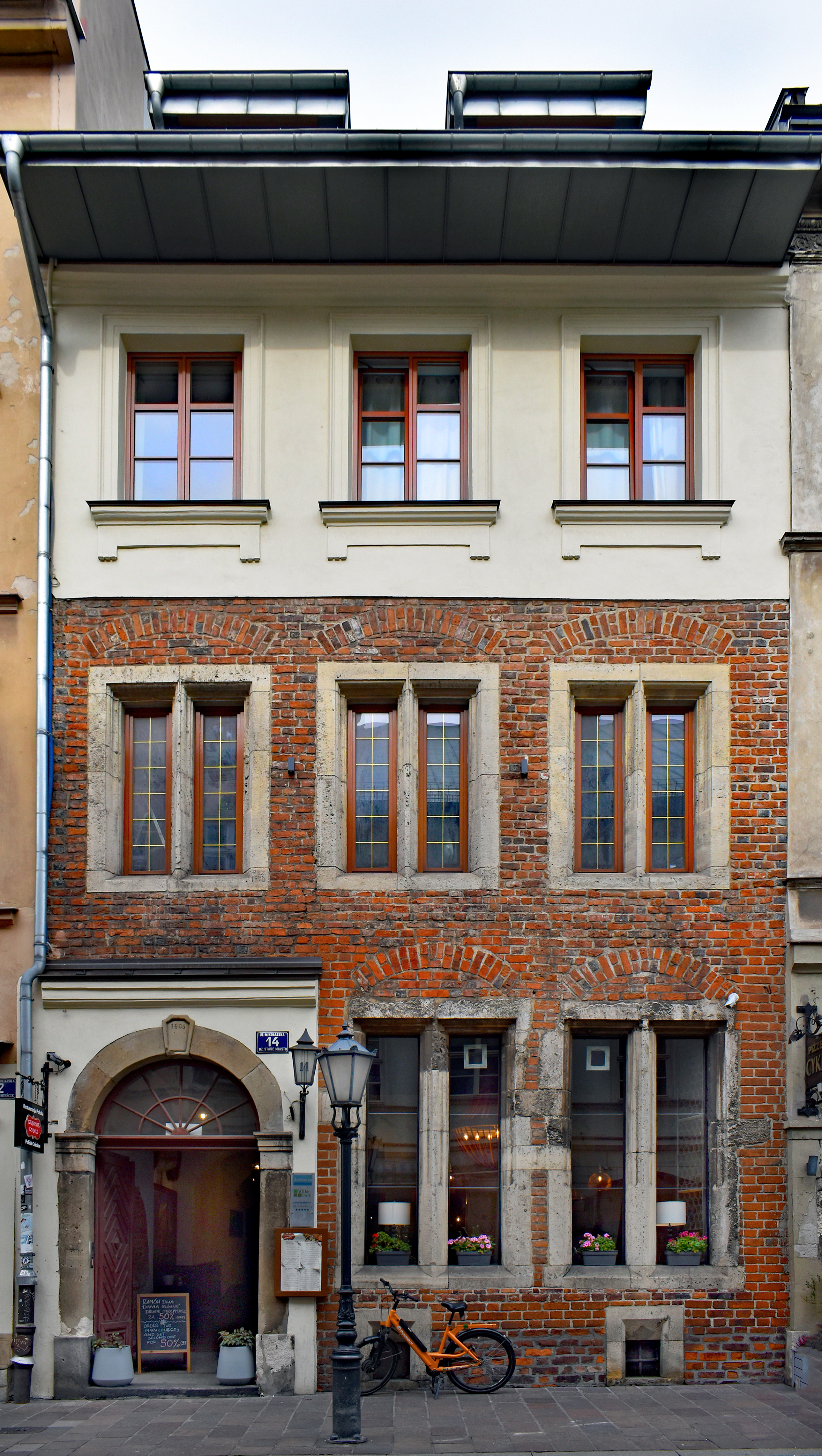
14 rue Mikołajska, Immeuble de l’Hôpital de la Sainte-Esprit
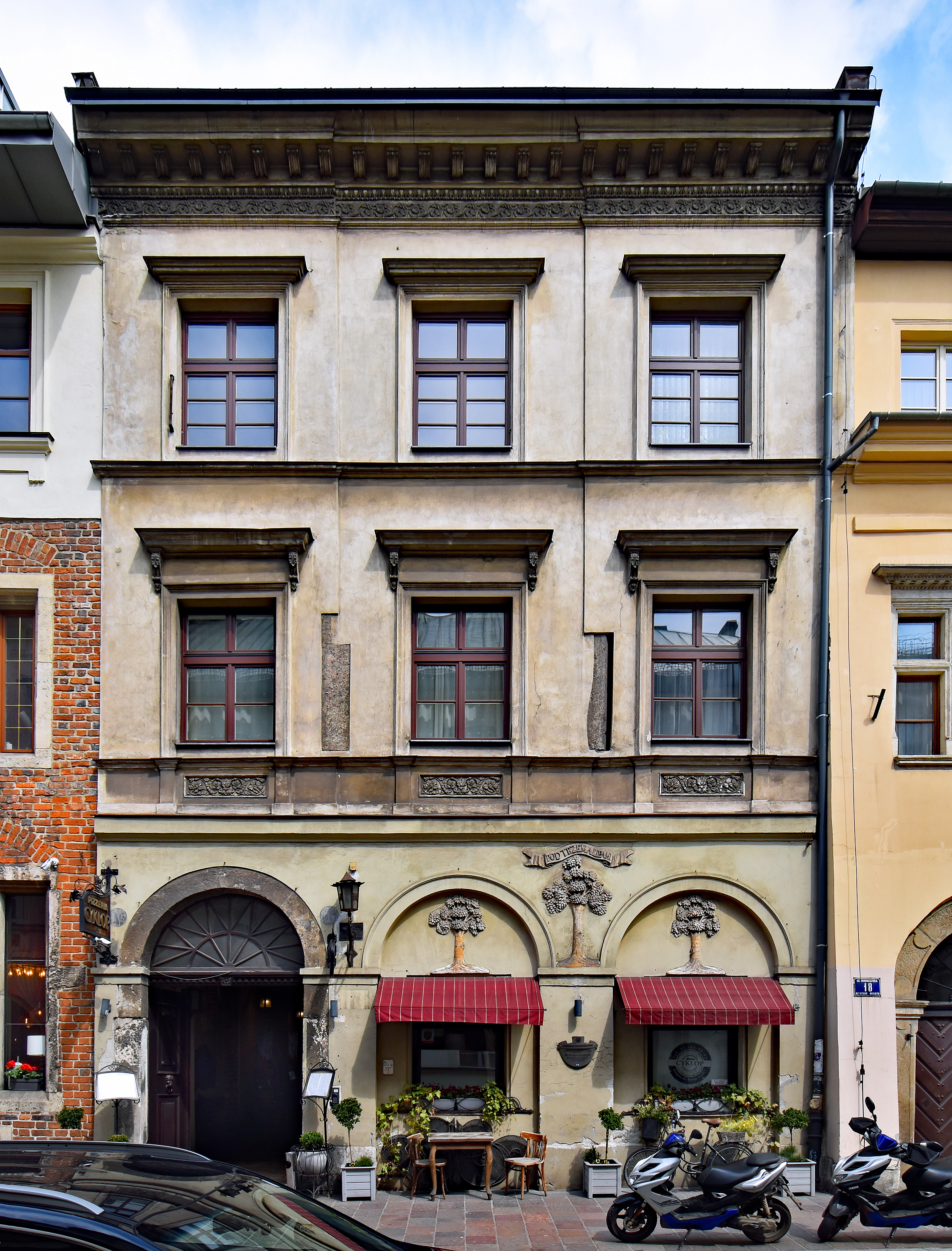
16 rue Mikołajska, Immeuble Pod Trzema Lipami
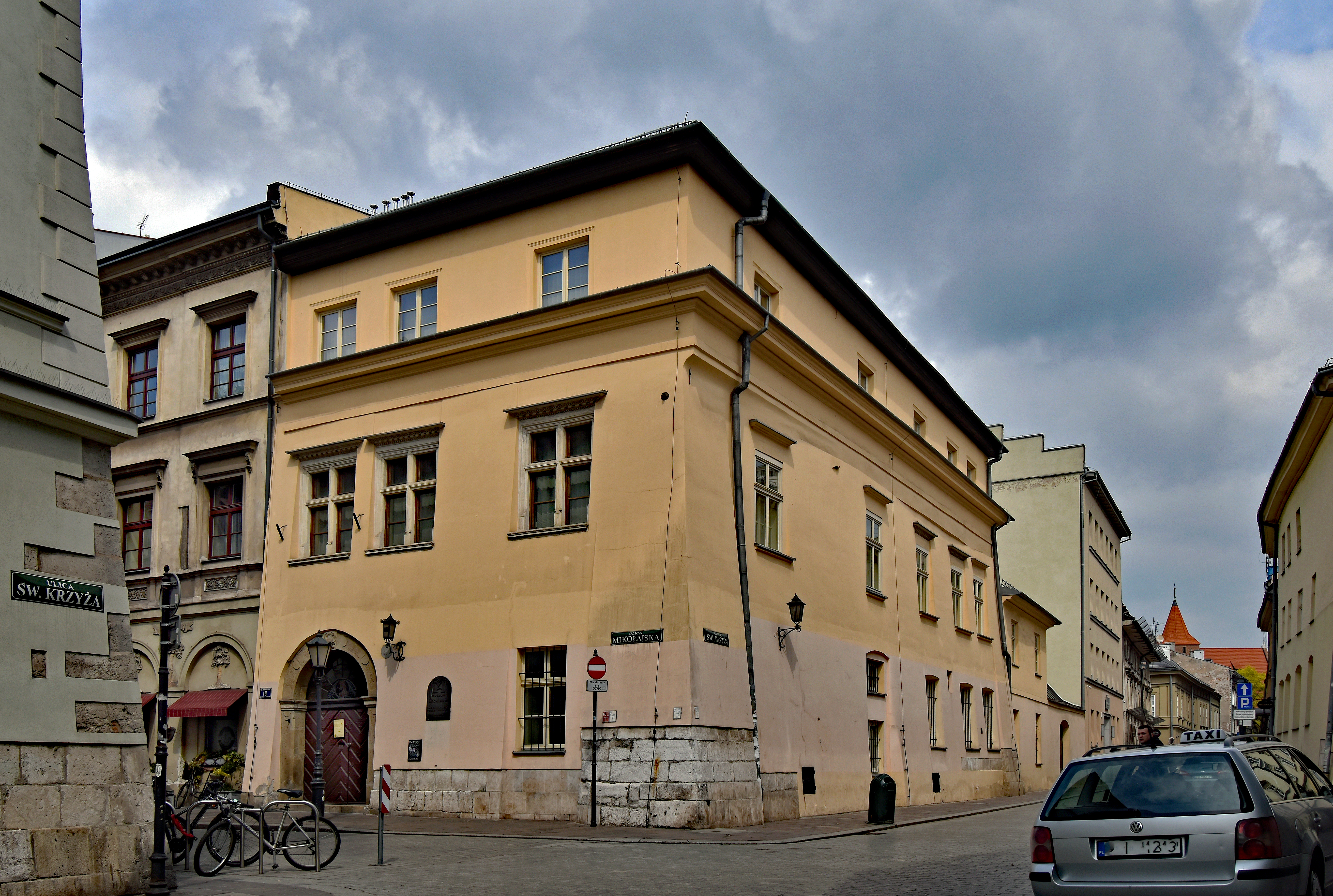
18 rue Mikołajska, Maison conventuelle de la Congrégation des Sœurs Féliciennes
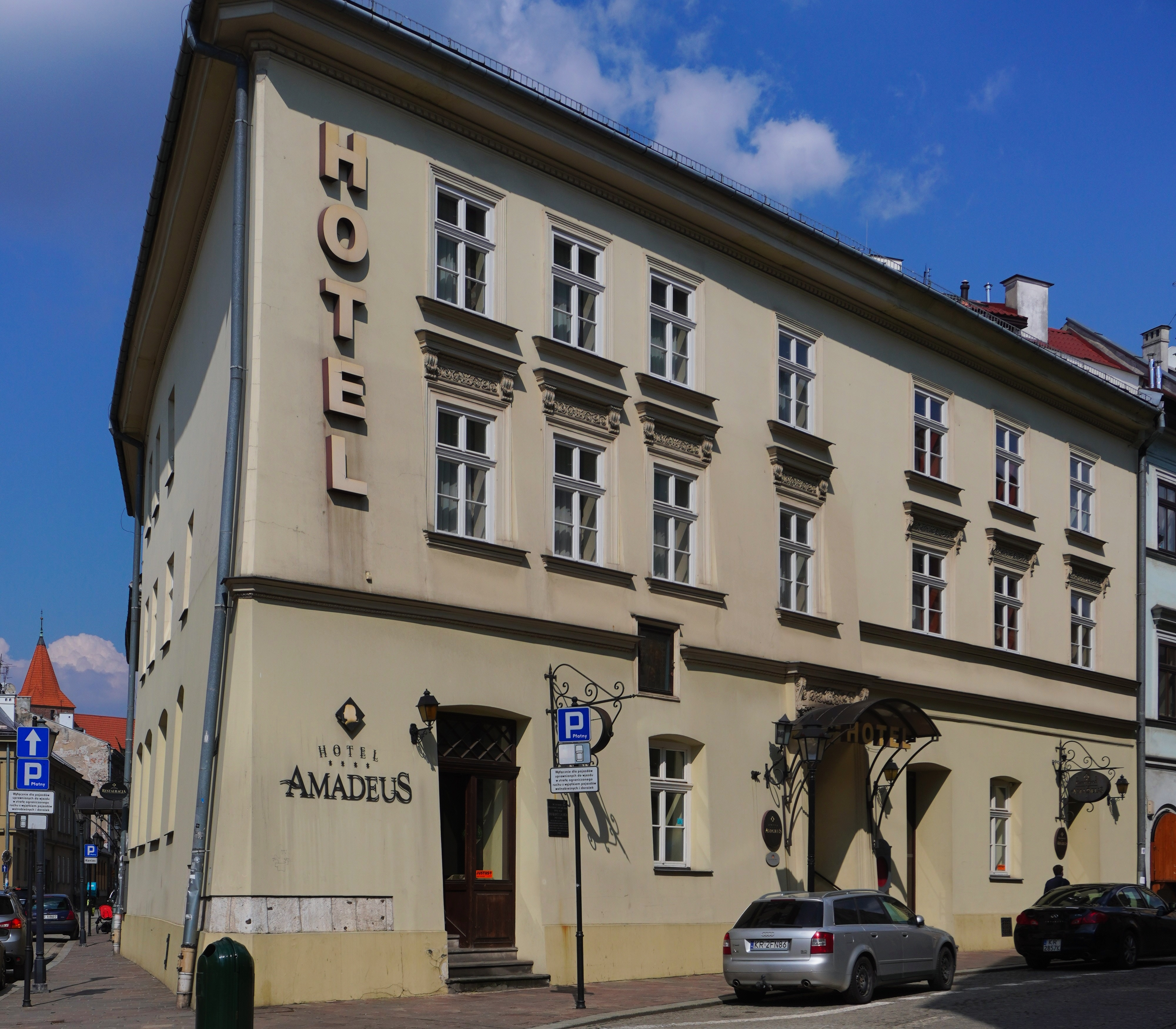
20–22 rue Mikołajska, Immeuble historique
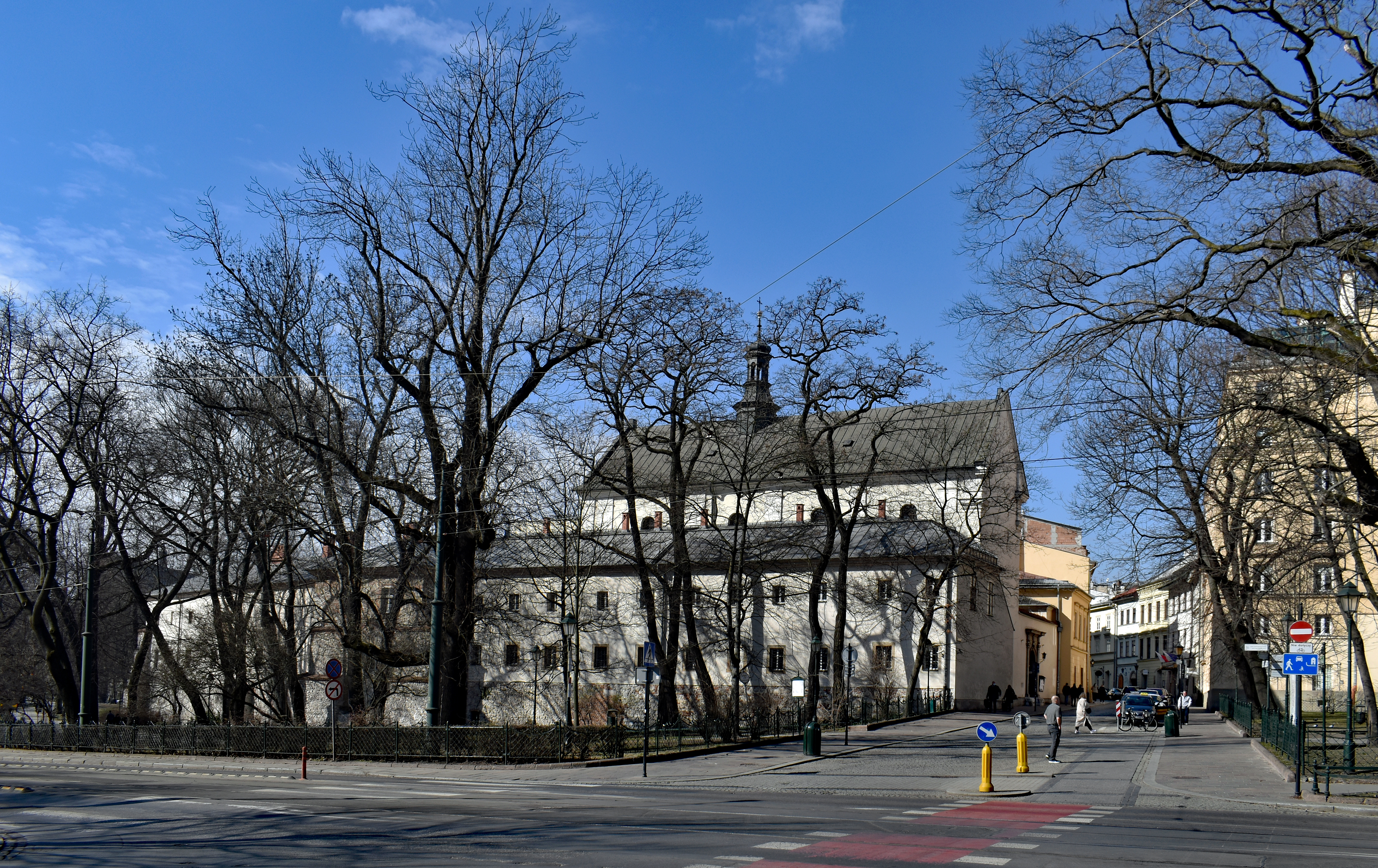
21 rue Mikołajska, Église et couvent des sœurs dominicaines, Na Gródku
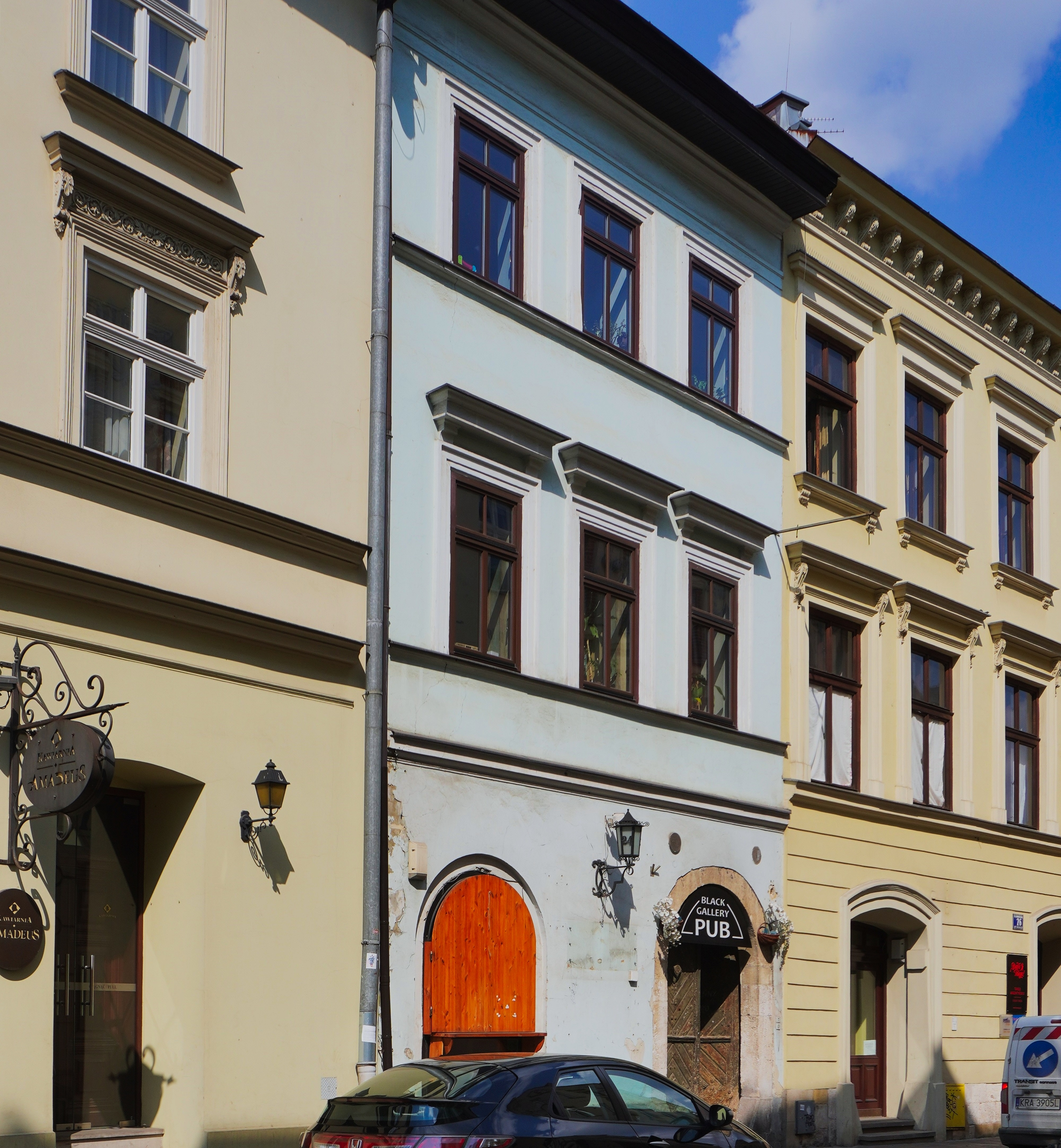
24 rue Mikołajska, Immeuble historique
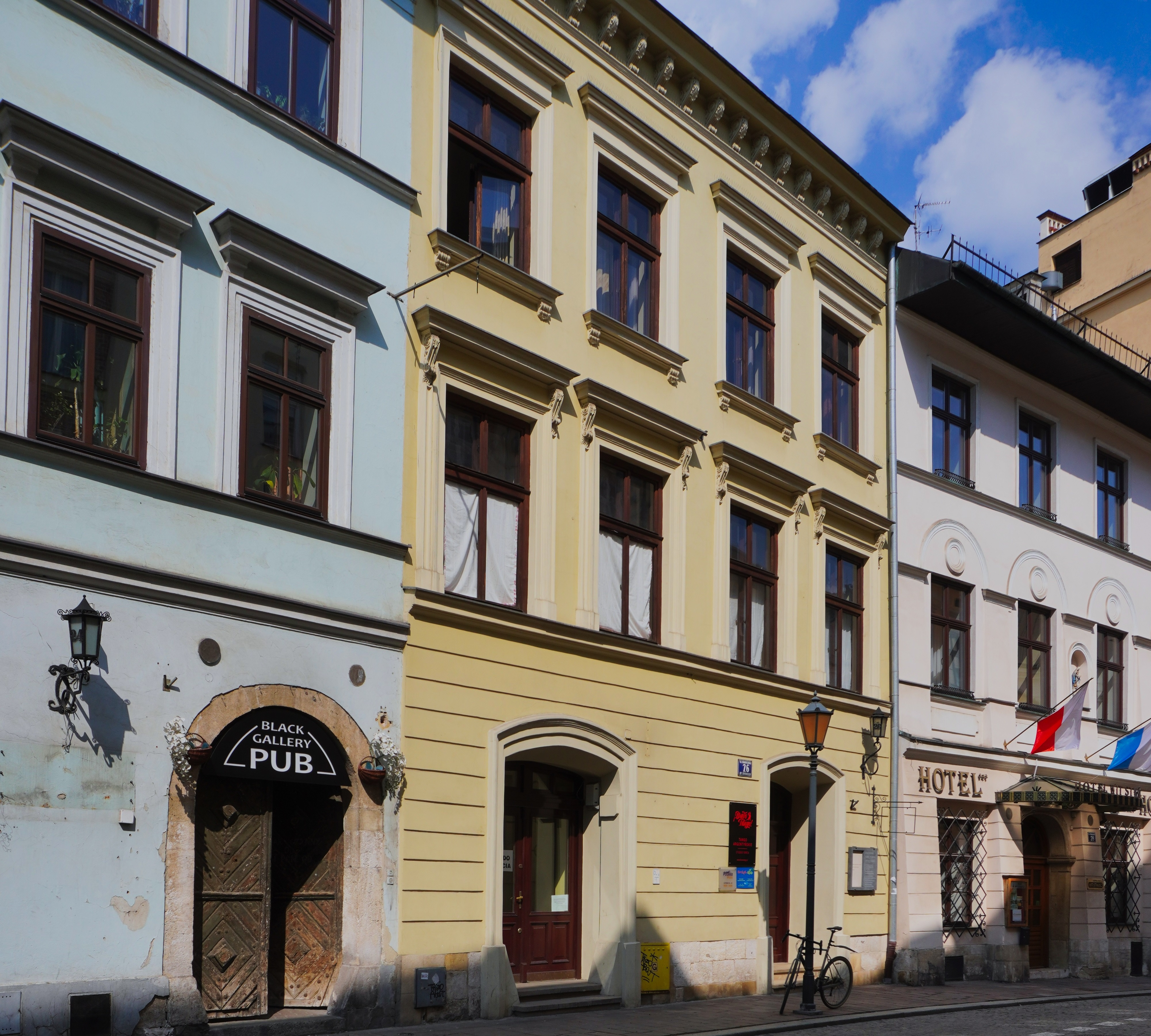
26 rue Mikołajska, Immeuble historique
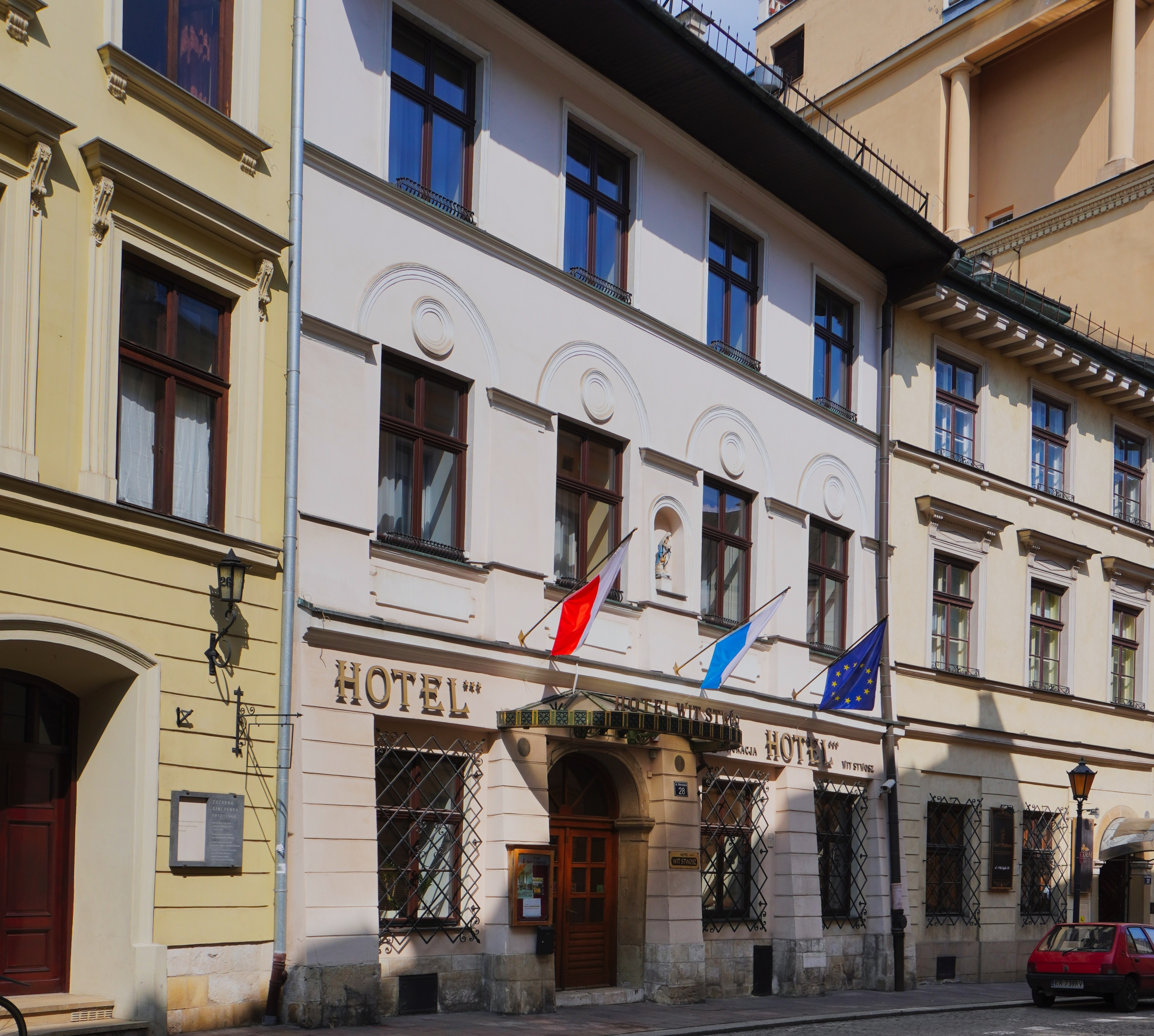
28 rue Mikołajska, Immeuble historique
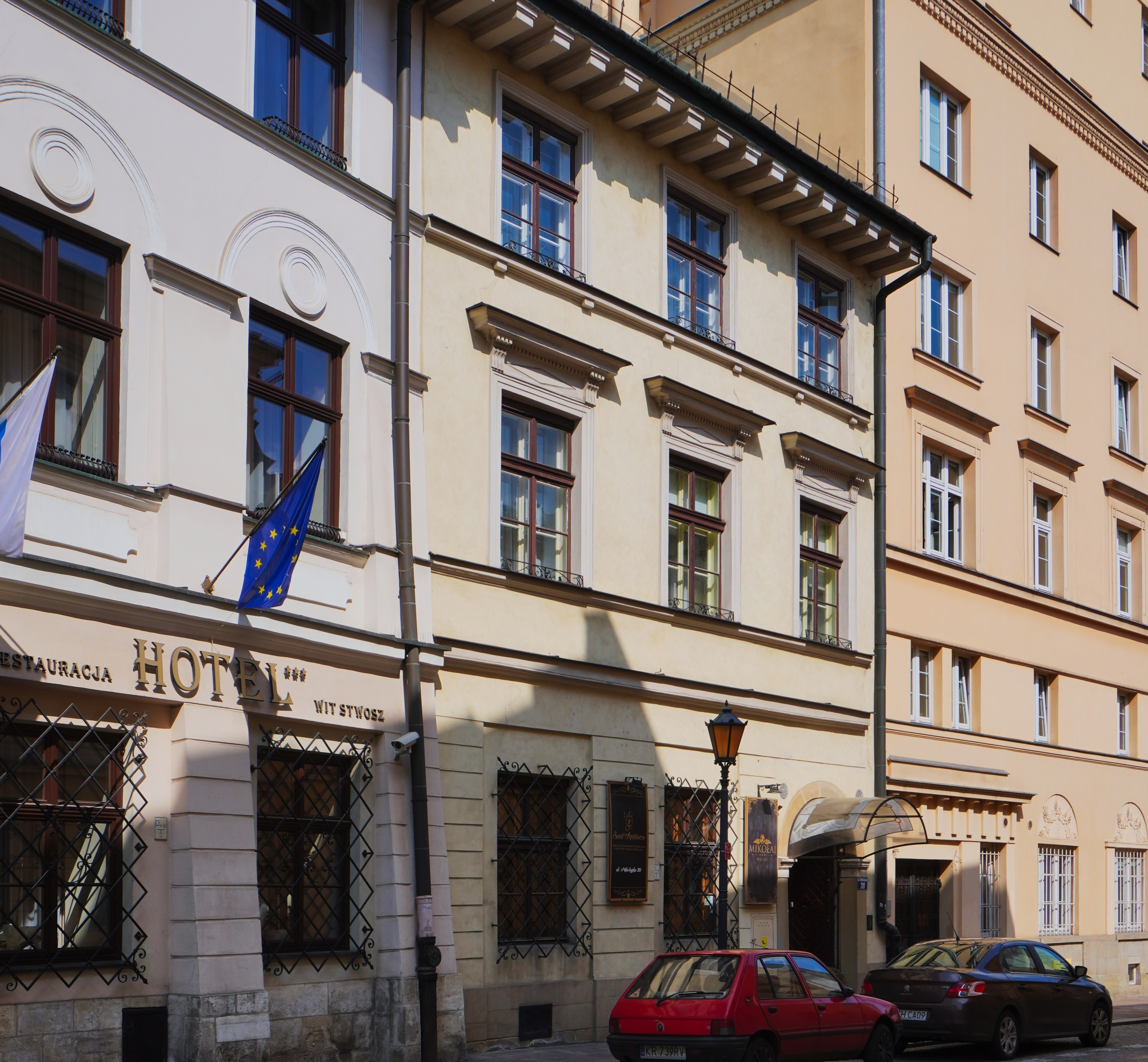
30 rue Mikołajska, Immeuble historique
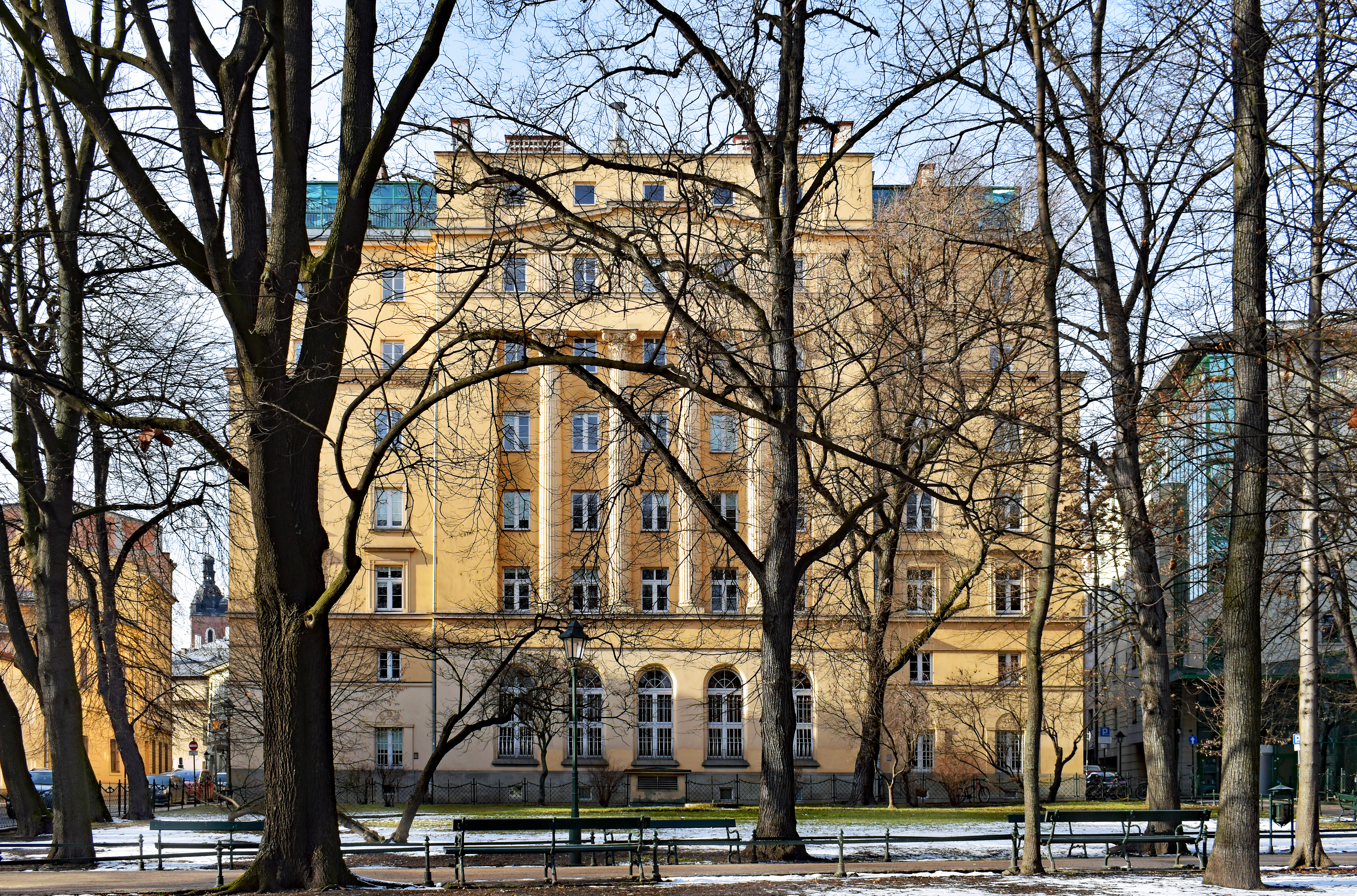
32 rue Mikołajska (43 rue św. Tomasza), Ancien bâtiment de la Bourse des marchandises et des valeurs, aujourd’hui Académie de musique